# Rama
|  | Se også: Thailands konger af Chakri-dynastiet har haft navnet Rama (fra Rama I til Rama X) |

Rama eller Ram er en af de mest beundrede guder inden for hinduismen. Han er den 7. inkarnation af Vishnu og er den centrale figur i eposset Ramayana.
Han vises altid med en bue og en pil, som viser at han er parat til at nedkæmpe det onde. Han kaldes også for "Shri Rama". For det meste er han afbildet sammen med sin familie, hans kone Sita, broderen Lakshman og hans beundrer Hanuman, som sidder tæt ved Rama's fødder.